# Skellig Michael
(George Bernard Shaw, 18 settembre 1910)
Skellig Michael (dal gaelico irlandese: Sceilig Mhichíl, che significa "roccia di Michele") o anche Grande Skellig (Great Skellig), è l'isolotto più grande delle due isole Skellig. Situato a circa 17 km dalle coste del Kerry, Irlanda, è un luogo di notevole importanza sia a livello paesaggistico e naturalistico, ma soprattutto per la presenza sulla sua sommità di uno straordinario quanto poco accessibile monastero di origine cristiana costruito nel 588 e divenuto patrimonio dell'umanità protetto dall'UNESCO nel 1996.

## Il monastero

### Descrizione
Il luogo non è oggetto di moltissime visite da parte dei turisti, scoraggiati dalla sua remota e sperduta posizione, ma anche da numerose restrizioni da parte del governo irlandese; solo 10 imbarcazioni hanno il permesso di salpare dalle coste del Kerry, con un massimo di 12 persone a bordo e soltanto una volta al giorno. Ne deriva che il posto è perfettamente conservato.
L'interno del monastero, spartano fino all'eccesso, è un'immagine palese dell'ascetismo e della vita rigorosa praticata dai monaci del primo Cristianesimo irlandese. I monaci vivevano in piccole celle circolari (clochans) fatte di pietra viva asciutta incastrata, costruiti praticamente sulla sommità di scogliere a picco sul mare alte circa 60 metri. Il monastero è accessibile da un'impervia scalinata scavata nella roccia e presenta accanto un'antica High Cross.

### Storia e conservazione
Il monastero sopravvisse a una razzia vichinga nell'823, con una successiva espansione culminata con la costruzione della cappella centrale all'inizio del II millennio. Fu abbandonato un secolo dopo circa dall'ultima espansione e riscoperto nel XVI secolo per pellegrinaggi annuali, ma senza residenti fissi. Nel 1826 fu costruito un faro e nel 1986 furono intrapresi dei lavori di restauro per aprire il luogo ai turisti.
Recentemente, tuttavia, l'accesso ai turisti è stato sempre più limitato per cercare di conservare al meglio questo luogo eccezionale e unico al mondo; ciò che desta più preoccupazione è la particolare scalinata, da un lato non molto sicura per le persone, dall'altro in pericolo di degradazione se percorsa da troppi visitatori.
Skellig Michael è tornata a far parlare nelle pagine dei quotidiani irlandesi il 30 luglio 2007, quando il nuotatore a lunga distanza Robert Bohane da Ballinhassig, Contea di Cork, è divenuto la prima persona ad aver mai nuotato da Skellig Michael fino alla terraferma. L'impresa è incominciata alle 09:07 locali e terminata 6 ore e 29 minuti dopo col raggiungimento del porto di Portmagee dove 200 persone tra locali, familiari, amici e sostenitori lo stavano attendendo. Il percorso è stato di 18,7 km (11,6 miglia) in lunghezza, dato che Portmagee non è il punto più vicino alle isole.

## Riferimenti culturali
L'aspetto selvaggio e particolare dell'isola e le sue caratteristiche hanno influenzato vari artisti di ogni genere, dai musicisti agli scrittori. George Bernard Shaw visitò Skellig Michael rimanendone estremamente colpito. Il libro per ragazzi di David Almond Skellig deve il suo nome proprio alle isole e il ragazzo protagonista del libro si chiama proprio Michael. La canzone della cantante Loreena McKennitt Skellig parla delle ultime parole di un monaco proveniente proprio dal monastero di Skellig Michael. Anche il gruppo musicale Clannad ha scritto una canzone intitolata sempre Skellig, che parla direttamente delle isole descrivendole.
Il poeta irlandese Derek Mahon ha dedicato allo Skellig Michael la poesia "At the Butler Arms".
Nel 1976, Werner Herzog concluse proprio sull'isola di Skellig Michael il suo film Cuore di vetro.
Nell'aprile del 2008 sono state realizzate delle monete in euro commemorative raffiguranti Skellig Michael per celebrare l'ingresso del sito nei luoghi protetti dall'UNESCO, avvenuto 12 anni prima.
Nel 2014 l'isola di Skellig Michael venne usata come set cinematografico per le scene finali di Star Wars - Il risveglio della Forza. L'isola appare anche nei sequel del film, Star Wars - Gli ultimi Jedi e Star Wars: L'Ascesa di Skywalker.
Nella saga di Wiedźmin, che ha dato origine alla serie di videogiochi di The Witcher, sono presenti le "Isole Skellige", uno sperduto arcipelago nei mari del nord, composto da isole con scogliere impervie e popolato da abitanti la cui cultura contiene molti riferimenti a quella celtica.

## Galleria d'immagini

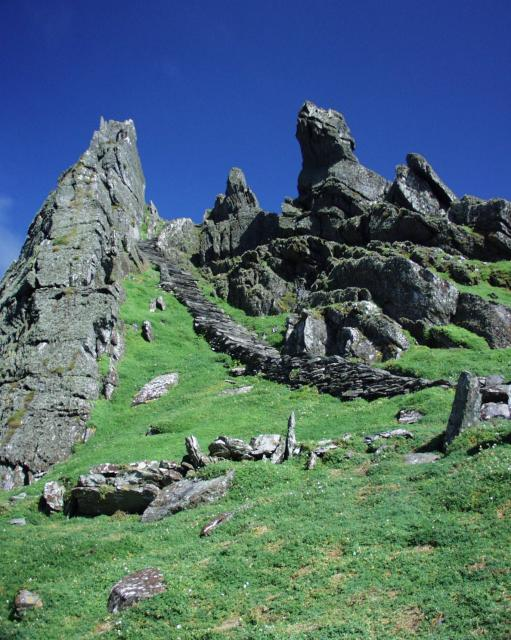
L'impervia scalinata rocciosa
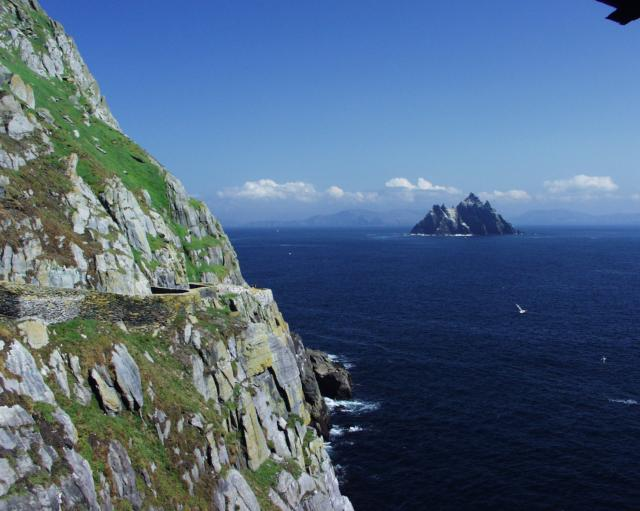
La parete rocciosa a strapiombo sull'Oceano e Little Skellig a distanza
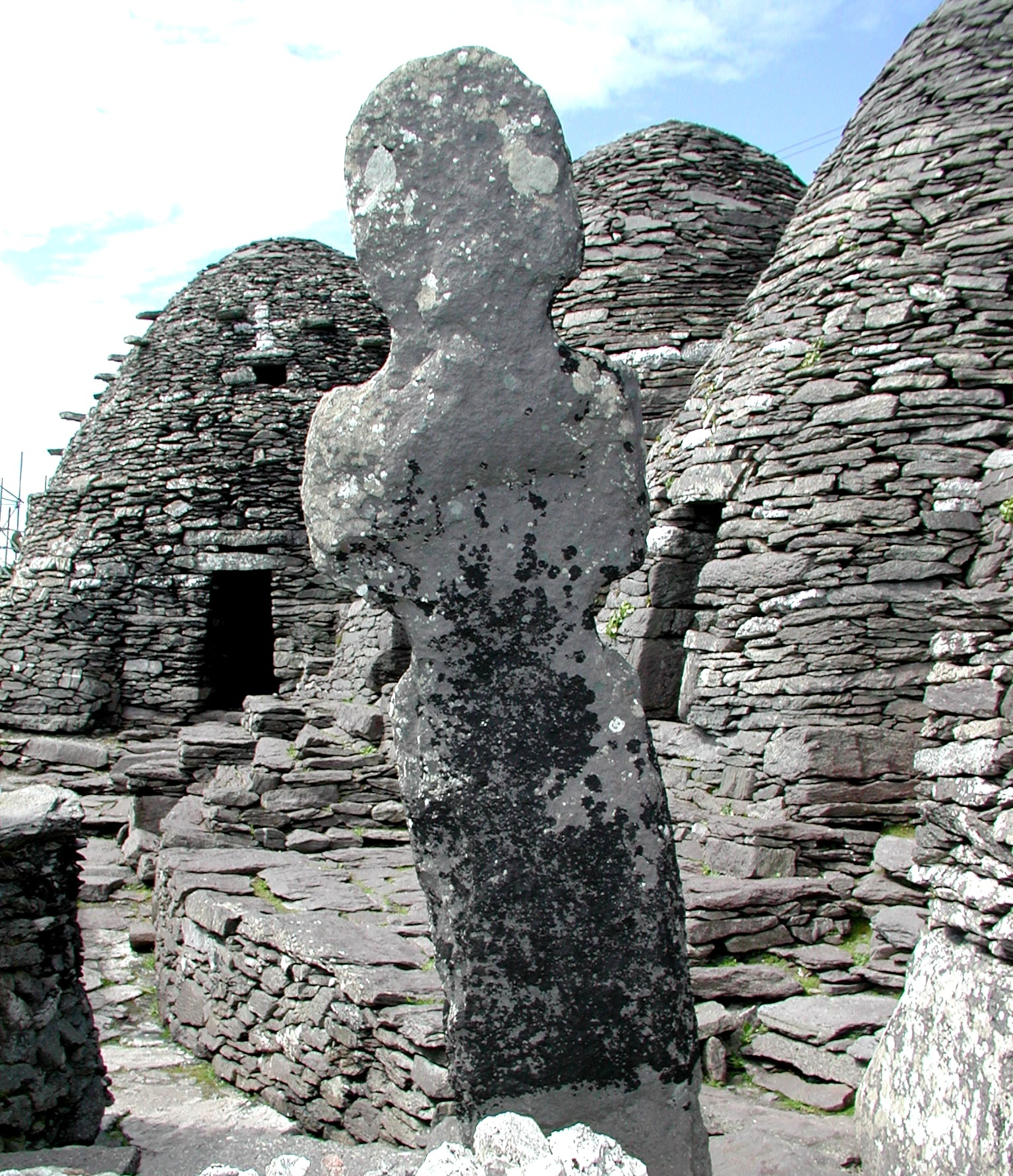
Parte del monastero con croce celtica
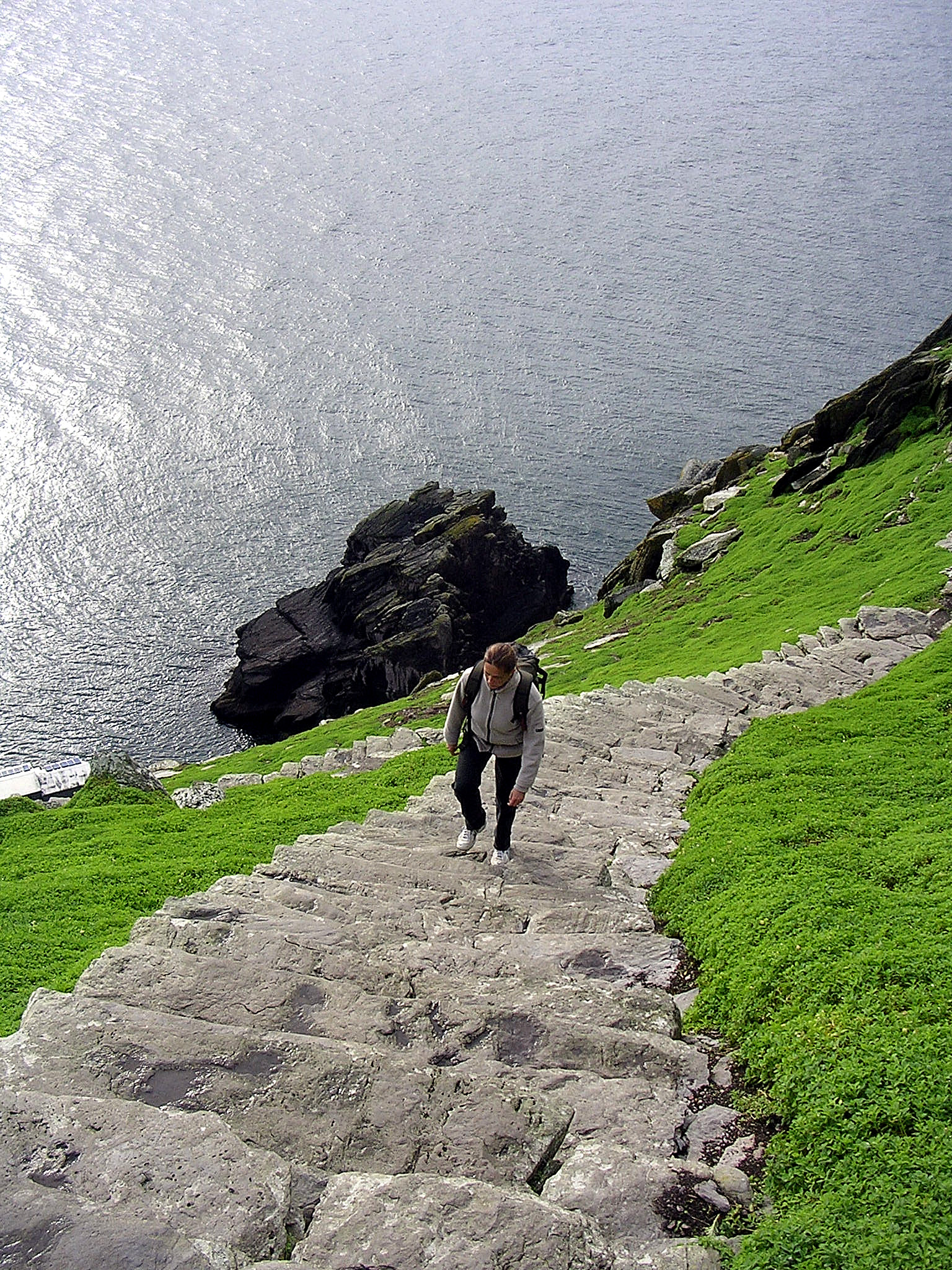
La scalata col suggestivo panorama a picco